# Nebeski hram
Nebeski hram (kineski: 天壇; pinyin: Tiāntán) je kompleks građevina u jugoistočnom dijelu središnjeg Pekinga kojeg su izgradili, i godišnje posjećivali, carevi kineskih dinastija Ming i Qing. Smatra se taoističkim hramom iako su kinesko obožavanje nebesa i godišnje molitve za uspješnu žetvu starije od taoizma.
God. 1998., Nebeski hram je upisan na UNESCO-ov popis mjesta svjetske baštine u Aziji i Oceaniji kao "remek-djelo arhitekture i dizajna krajolika koji jednostavno grafički predstavlja kozmogoniju evolucije jedne od najvećih ljudskih civilizacija", te zbog "simboličkog plana i dizajna koji je stoljećima imao snažan utjecaj na arhitekturu i urbanizam na Dalekom istoku".

## Povijest
Kompleks je sagrađen od 1406. do 1420. godine, za vladavine cara Yonglea, koji je također dao izgraditi i Zabranjeni grad u Pekingu. Tijekom vladavine cara Jiajinga, u 16. stoljeću, kompleks je proširen i preimenovan u "Nebeski hram". Za njegove vladavine podignuta su i tri znamenita hrama u Pekingu: Hram sunca (日壇) na istoku, Hram zemlje (地壇) na sjeveru i Hram mjeseca (月壇) na zapadu. Nebeski hram je obnovljen u 18. stoljeću za vladavine cara Qianlonga.
Tijekom Drugog opijumskog rata (1856. – 1860.) okupirale su ga snage Anglo-francuskog saveza, a tijekom Bokserskog ustanka 1900. godine zauzeo ga je Savez osam država¸i načinio ga svojim vojnim stožerom sljedećih godinu dana. Tijekom okupacije građevine su oštećene, a Saveznici su čak i pokrali neke od umjetnina. Padom dinastije Qing Nebeski hram je ostavljen bez nadzora i nekoliko dvorana se potpuno srušilo.
Ceremonijalno žrtvovanje nebesima je obustavila Republika Kina 1911. godine. Do tada su, u njegovih 490 godina postojanja, 22 kineska Cara izvela 654 čina obožavanja Nebesa. God. 1918., Nebeski hram je pretvoren u javni park, što je i dan danas.

## Odlike
Nebeski hram pokriva više od 2,73 km² parka u kojemu se nalaze tri velike skupine građevina, u skladu sa strogim filozofskim planom. Krug je u kineskoj mitologiji simbol "Neba", dok je kvadrat simbol "Zemlje", a cijeli komppleks, s kružnim građevinama pokrivenima tamnim crijepom (poput noćnog neba) i kvadratičnim dvorištima, je zamišljen kao spona između njih.
- Dvorana molitve za uspješnu žetvu (祈年殿) je velika trokatna kružna građevina visine 38 i promjera 36 metara, na mramornoj trostrukoj osnovi. U njoj se nalazi 12 unutarnjih i 12 vanjskih stupova koji simboliziraju tradicionalno kinesko računanje vremena: četiri godišnja doba, 12 mjeseci i 12 sati u danu; dok izvana ima 360 balustrada - broj dana u godini. U njoj je se Car, sin Nebesa i posrednik između Neba i Zemlje, molio za uspješnu žetvu. Sama građevina je u potpunosti izgrađena od drva, bez ćavala, i izgorjela je nakon udara munje 1889. godine, a današnja je, u potpuno istom obliku, izgrađena nekoliko godina kasnije.
- Carska nebeska riznica (皇穹宇) je prizemna kružna građevina na mramornoj osnovi. Nalazi se južno od Dvorane molitve i izgledom ju imitira, samo je manja. Okružena je gatkim kružnim zidom (tzv. "Zidom odjeka") koji prenosi zvuk na velike udaljenosti. Riznica je spojena s Dvoranom molitve Mostom crvenih stuba, 360 m dug popločan put koji se polako uzdiže do Dvorane molitve.
- Kružni oltar-humak (圜丘坛) je glavni oltar koji se nalazi južno od Carske nebeske riznice, a čini je trostruka mramorna platforma kružnog oblika s bogatim ukrasima od izrezbarenih zmajeva. Svi elementi oltara (prstenovi oko mramorne ploče, balustrade, stube, i dr.) su udevetostručeni ili je njihov broj proporcionalan svetom broju "9". Središte oltara je "Srce nebesa" (天心石)  ili "Vrhovni Yang" (太阳石), i tu se Car molio za povoljno vrijeme. Zahvaljujući dizajnu oltara, zvuk iz njegova središta se prenosio rukohvatima gdje je odzvanjao, na način za koji se vjerovalo kako pomaže u komuniciranju s Nebesima. Oltar je izgradio car Jiajing 1530. godine, a obnovljen je 1740. godine.

## Vanjske poveznice
- Službena stranica Parka Nebeskog hrama
- Chinadaily news (engl.)